# On a Night Like This Tour
On a Night Like This Tour war die fünfte Musiktournee der australischen Sängerin Kylie Minogue. Die Tournee gehörte zur Promotion für Minogues siebtes Studioalbum Light Years und begann im März 2001.

## Titelliste
Act 1
- „Loveboat“
- „Koocachoo“
- „Hand on Your Heart“
- „Put Yourself in My Place“

Act 2
- „On a Night Like This“
- Medley: „Step Back in Time“ / „Never Too Late“ / „Wouldn't Change a Thing“ / „Turn It into Love“ / „Celebration“
- „Can’t Get You Out of My Head“
- „Your Disco Needs You“

Act 3
- „I Should Be So Lucky“ (Ballad Version)
- „Better the Devil You Know“ (Jazz Version)
- „So Now Goodbye“

Act 4
- „Physical“

Act 5
- „Butterfly“
- „Confide in Me“
- „Did It Again“ (nur in Sydney durchgeführt)
- „The Loco-Motion“ (nur in Sydney durchgeführt)
- „Kids“
- „Shocked“

Encore
- „Light Years“
- „What Do I Have to Do“
- „Spinning Around“

## Tourneedaten
| Datum          | Stadt       | Land        | Platz                         |
| Europa         | Europa      | Europa      | Europa                        |
| -------------- | ----------- | ----------- | ----------------------------- |
| 3. März 2001   | Glasgow     | Schottland  | Clyde Auditorium              |
| 4. März 2001   | Glasgow     | Schottland  | Clyde Auditorium              |
| 5. März 2001   | Glasgow     | Schottland  | Clyde Auditorium              |
| 7. März 2001   | Manchester  | England     | Manchester Apollo             |
| 8. März 2001   | Manchester  | England     | Manchester Apollo             |
| 9. März 2001   | Manchester  | England     | Manchester Apollo             |
| 10. März 2001  | Manchester  | England     | Manchester Apollo             |
| 12. März 2001  | Brighton    | England     | Brighton Centre               |
| 13. März 2001  | Brighton    | England     | Brighton Centre               |
| 14. März 2001  | Cardiff     | Wales       | Cardiff International Arena   |
| 15. März 2001  | Bournemouth | England     | Windsor Hall                  |
| 17. März 2001  | London      | England     | Hammersmith Apollo            |
| 18. März 2001  | London      | England     | Hammersmith Apollo            |
| 19. März 2001  | London      | England     | Hammersmith Apollo            |
| 20. März 2001  | London      | England     | Hammersmith Apollo            |
| 23. März 2001  | Kopenhagen  | Dänemark    | Vega Musikkens Hus            |
| 25. März 2001  | Berlin      | Deutschland | Columbiahalle                 |
| 26. März 2001  | Hamburg     | Deutschland | Große Freiheit 36             |
| 27. März 2001  | Köln        | Deutschland | E-Werk                        |
| 28. März 2001  | Paris       | Frankreich  | Bataclan                      |
| 30. März 2001  | London      | England     | Hammersmith Apollo            |
| 31. März 2001  | London      | England     | Hammersmith Apollo            |
| 1. April 2001  | London      | England     | Hammersmith Apollo            |
| Australien     |             |             |                               |
| 14. April 2001 | Brisbane    | Australien  | Brisbane Entertainment Centre |
| 16. April 2001 | Sydney      | Australien  | Sydney Entertainment Centre   |
| 17. April 2001 | Sydney      | Australien  | Sydney Entertainment Centre   |
| 18. April 2001 | Sydney      | Australien  | Sydney Entertainment Centre   |
| 19. April 2001 | Sydney      | Australien  | Sydney Entertainment Centre   |
| 21. April 2001 | Hobart      | Australien  | Derwent Entertainment Centre  |
| 23. April 2001 | Melbourne   | Australien  | Rod Laver Arena               |
| 24. April 2001 | Melbourne   | Australien  | Rod Laver Arena               |
| 25. April 2001 | Adelaide    | Australien  | Adelaide Entertainment Centre |
| 26. April 2001 | Adelaide    | Australien  | Adelaide Entertainment Centre |
| 28. April 2001 | Perth       | Australien  | Perth Entertainment Centre    |
| 30. April 2001 | Perth       | Australien  | Perth Entertainment Centre    |
| 3. Mai 2001    | Melbourne   | Australien  | Rod Laver Arena               |
| 5. Mai 2001    | Melbourne   | Australien  | Rod Laver Arena               |
| 6. Mai 2001    | Melbourne   | Australien  | Rod Laver Arena               |
| 7. Mai 2001    | Melbourne   | Australien  | Rod Laver Arena               |
| 9. Mai 2001    | Sydney      | Australien  | Sydney Entertainment Centre   |
| 10. Mai 2001   | Sydney      | Australien  | Sydney Entertainment Centre   |
| 11. Mai 2001   | Sydney      | Australien  | Sydney Entertainment Centre   |
| 12. Mai 2001   | Sydney      | Australien  | Sydney Entertainment Centre   |
| 13. Mai 2001   | Sydney      | Australien  | Sydney Entertainment Centre   |
| 14. Mai 2001   | Sydney      | Australien  | Sydney Entertainment Centre   |
| 15. Mai 2001   | Sydney      | Australien  | Sydney Entertainment Centre   |